# 对乙酰氨基酚
对乙酰氨基酚（INN：paracetamol）音译扑热息痛，又称乙醯胺酚（USAN：acetaminophen），是一种常见的乙酰苯胺类解热镇痛药（antipyretic analgesics）。
对乙酰氨基酚是一种非处方药，作为良好的镇痛药、退烧药，适用于缓解轻、中度疼痛，如头痛、偏头痛、牙痛、神经痛、肌肉痛、关节痛及痛经等，也用于退热。对乙酰氨基酚与阿斯匹林(乙醯柳酸)或布洛芬等常见的止痛药不同，因不具有抗炎功能，所以并不属于非甾体抗炎药（NSAIDs）。
对乙酰氨基酚的两个通用名，paracetamol 与 acetaminophen，分别为两个化学名 para-acetyl-amino-phenol 与 N-acetyl-p-aminophenol（APAP）的缩略形式。 常见商品名则有：泰诺（Tylenol，美国）、必理痛（Panadol，欧洲）、普拿疼等。如今，对乙酰氨基酚已成为世界使用最广泛的镇痛退热药之一，并被列入世界卫生组织的基本药物目录。
- 乙酰苯胺的键线式
- 对乙酰氨基酚的键线式

## 医疗用途

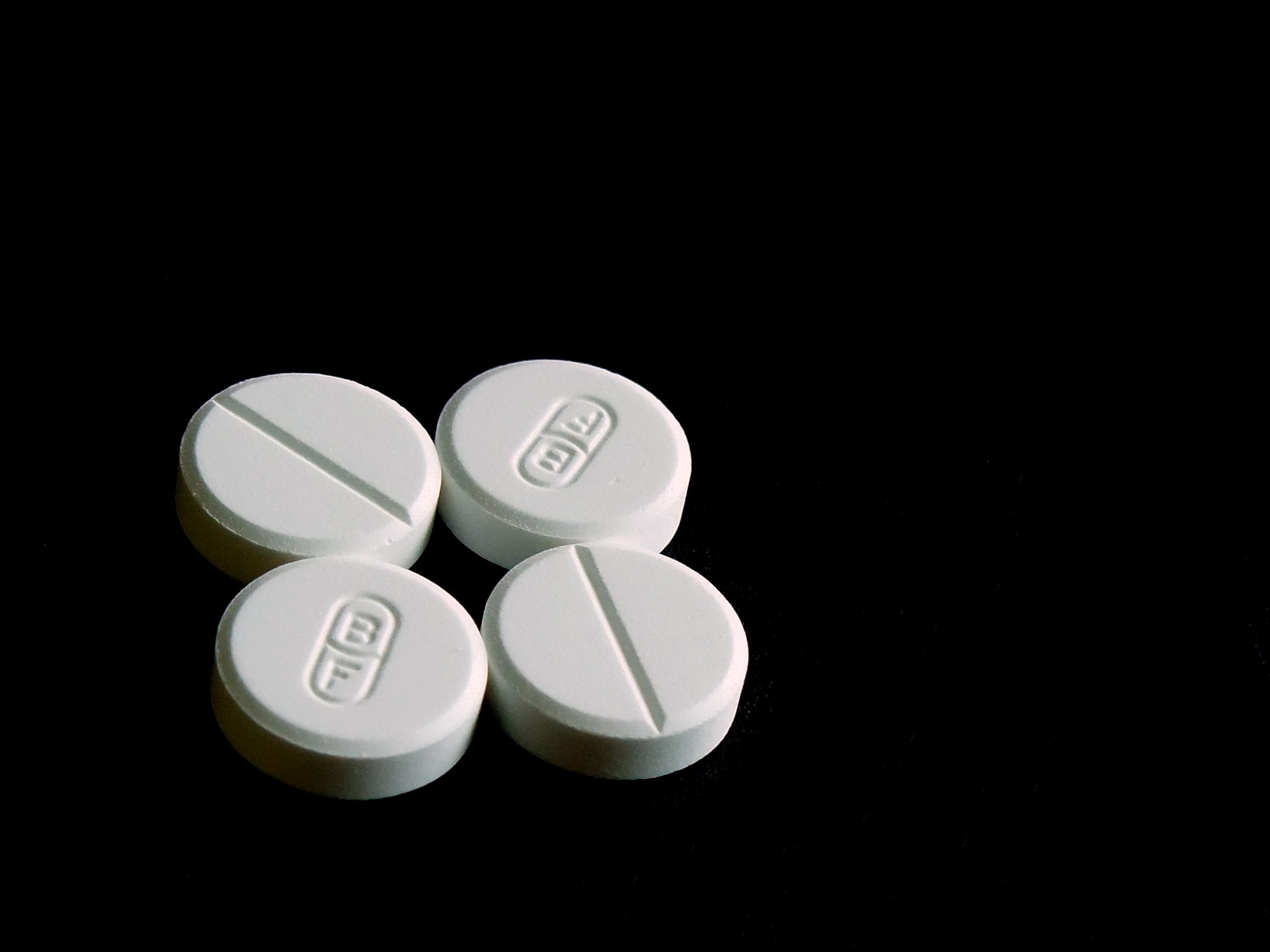
对乙酰氨基酚片 500毫克

### 退烧
在常规剂量下，对乙酰氨基酚具有一定的退热效果，但其效力不如布洛芬。尤其对于病毒性发热，其临床疗效和应用价值尚存争议。
虽然对乙酰氨基酚是一种常用的退烧药，然而有关其退热效果的研究并不充分，尤其是在成人中的应用效果仍不明确。 有医学专家指出，可能存在对这种药物的退热用途过度处方的情况。 临床研究显示，对乙酰氨基酚在缓解普通感冒症状方面虽对鼻塞和流鼻涕有所帮助，但对喉咙痛、全身不適、打喷嚏和咳嗽等症状的效果较为有限。
在重症监护中，与其他干预手段相比，对乙酰氨基酚仅能使体温降低约0.2-0.3°C，且未能降低患者的死亡率。 对于发热的脑卒中患者，该药物的效果也并不显著。 在脓毒症的治疗中，研究结果不一：部分研究表明可能增加死亡率，另一些研究则显示降低死亡率，甚至也有研究认为其对死亡率无影响。 在登革热的治疗中，对乙酰氨基酚不仅未显现显著疗效，反而增加了肝酶升高的风险，这可能预示对肝脏有损害。 因此，目前不建议常规使用对乙酰氨基酚等退烧药来处理发热伴感染的住院患者。
在儿科领域，对乙酰氨基酚的退热效果尚待明确。 医生建议，不应单纯为了退烧而使用该药，但对于发热并伴有明显不适的儿童可以酌情使用。 需要注意的是，该药物无法预防热性惊厥。 在标准剂量下，仅能使体温下降约0.2°C，在急诊场景下作用较小。 因此，部分医生建议适当增加剂量，以期达到0.7°C的降温效果。 研究还表明，在儿童退烧方面，对乙酰氨基酚效果稍逊于布洛芬， 这一差异在两岁以下儿童中同样存在， 但两种药物的安全性相当，它们对哮喘加重的风险也相似。 医生建议五岁以下儿童避免同时服用这两种药物，但在必要时可以交替使用。

### 止痛
在治疗急性轻度偏頭痛和间歇性緊縮型頭痛方面，对乙酰氨基酚表现良好。临床研究表明，与阿司匹林和咖啡因联用时，能更有效地缓解这类轻度头痛，因此被推荐为首选药物方案。在术后疼痛管理中，虽然对乙酰氨基酚有一定效果，但不及布洛芬明显。不过，两者联合使用时，止痛效果更优于单独使用任一药物。对于骨关节炎导致的疼痛，该药的缓解作用较为有限，临床价值不高。此外，在治疗下背痛、癌痛和神經性疼痛方面，目前缺乏足够的证据支持其广泛应用。
对乙酰氨基酚主要用于缓解轻至中度疼痛，适用于头痛、肌肉酸痛、轻度关节炎疼痛、牙痛，以及因感冒、流感、扭伤和痛经引发的疼痛。当前研究支持其在急性轻中度疼痛中的应用，但对于慢性疼痛的疗效尚缺乏足够证据。

#### 肌肉骨骼疼痛
在骨关节炎和背痛等肌肉骨骼疼痛的治疗中，对乙酰氨基酚的疗效存在不确定性。
研究显示，该药物对骨关节炎患者的帮助有限，临床效果并不显著。 美国风湿病学会和关节炎基金会的治疗指南指出，臨床試驗数据表明对乙酰氨基酚的疗效非常有限，对大多数患者帮助不大。 然而，对于无法使用非甾体抗炎药的患者，指南仍建议可以短期或间歇性地使用对乙酰氨基酚，并强调长期服用者需定期检查肝功能。 欧洲抗风湿病联盟（EULAR）也对手部骨关节炎提出了类似建议。 欧洲骨关节炎协会（ESCEO）则在其膝关节炎治疗方案中明确指出，对乙酰氨基酚仅适合用于短期的急性止痛。
对于急性下背痛，对乙酰氨基酚的止痛效果有限。 对于慢性背痛或放射性背痛，由于缺乏充分的随机临床试验支持，尚不能确定其疗效。

#### 头痛
在急性偏頭痛的治疗中，对乙酰氨基酚表现出较好的效果：服药一小时后，约39%的患者疼痛得到缓解，而安慰剂组仅有20%见效。 值得一提的是，阿司匹林/对乙酰氨基酚/咖啡因的复方制剂效果更为显著，已被证实可作为偏头痛的一线用药。
对于频繁发作的緊縮型頭痛，单独使用对乙酰氨基酚的效果相对有限。 然而，上述三联复方制剂效果明显优于单一用药和安慰剂：用药两小时后，29%的患者完全无痛，而单独使用对乙酰氨基酚的患者中仅21%达到这一效果，安慰剂组更低，只有18%。 德、奥、瑞三国的头痛协会和德国神经病学会将这一复方制剂列为紧张性头痛自我治疗的首选推荐，其中对乙酰氨基酚/咖啡因组合被列为首选，单纯对乙酰氨基酚则作为备选方案。

#### 牙科及术后止痛
牙科手术后的疼痛常被用作评估止痛药效果的标准模型。 研究显示，在此类疼痛的治疗中，布洛芬的效果优于对乙酰氨基酚。标准剂量的非甾体抗炎药（如布洛芬、萘普生或双氯芬酸）在止痛效果上明显优于常用的对乙酰氨基酚/可待因复方制剂。 而对乙酰氨基酚与布洛芬或双氯芬酸的联合使用效果更好，可能优于单独使用其中任一种药物。 此外，对乙酰氨基酚/布洛芬组合效果或优于对乙酰氨基酚/可待因或布洛芬/可待因组合。
一项涵盖牙科手术在内的术后疼痛研究显示，对乙酰氨基酚/可待因复方制剂效果显著优于单独使用对乙酰氨基酚：该复方制剂可为53%的患者提供明显的止痛效果，而安慰剂组仅有7%有效。

#### 其他类型疼痛
在新生儿操作性疼痛的缓解方面，对乙酰氨基酚效果不佳。 对于产后会阴部疼痛，非甾体抗炎药的效果显著优于对乙酰氨基酚。
目前，对乙酰氨基酚在癌痛和神经病理性疼痛治疗中的应用研究尚不足。 在急诊科，静脉注射对乙酰氨基酚用于急性疼痛控制的效果有一定证据支持，但数据仍较有限。 研究显示，对乙酰氨基酚与咖啡因的复方制剂在急性疼痛的治疗中效果优于单独使用对乙酰氨基酚。

## 不良反应
在规范使用的情况下，对乙氨基酚的短期安全性较高，不良反应发生率与布洛芬相当。而在长期使用方面，其安全性优于非甾体抗炎药（NSAIDs）。对 NSAIDs（如布洛芬）敏感的患者，这种药物常是较好的选择，但需要注意，长期服用可能导致肝功能异常以及血红蛋白下降（暗示存在胃肠道出血的风险），然而乙醯胺酚相較於阿斯匹林等止痛藥來說，對胃的損傷已經較少了。成人每日最大安全剂量为3至4克，超过此剂量可能引发肝毒性，严重时可导致肝功能衰竭。在欧美国家，对乙酰氨基酚中毒已成为急性肝衰竭的主要原因，同时也是美国、英国、澳大利亚和新西兰最常见的药物过量事件。

### 过量服用
普遍认为正常剂量服用对乙酰氨基酚非常安全，无论对于幼儿还是成人。但是长期、过量服用对乙酰氨基酚可能造成不良后果。服用超过7.5 g/日或150 mg/kg(体重) 可能导致肝脏损害。患有肝脏疾病的患者服用对乙酰氨基酚应咨询医师。身体健康者服药期间也应避免饮酒。另有证据显示对乙酰氨基酚可能存在轻微的肾毒性，长期大剂量服用可能导致肾脏损害，故建议肾病患者服用含对乙酰氨基酚的药品应格外注意。

##### 含对乙酰氨基酚的药品
许多非处方药中都含有对乙酰氨基酚成分，這情況在世界各地都很普遍，因為一般西醫診所的醫生都會為病人處方多種藥物，并且很难从药品名称中得知其含有对乙酰氨基酚。所以用量应计算所有服用的药品中的对乙酰氨基酚的用量，以免因為重覆服藥而出現藥物中毒。

## 作用机制

AM404 – 对乙酰氨基酚的代谢产物

至今，对乙酰氨基酚的作用机制还未完全明瞭。主要的作用机制应该是对环氧化酶的抑制作用，近期的研究发现其对COX-2的选择性更强。因为其对COX-2具有选择性，所以对乙酰氨基酚不会抑制血栓形成。对乙酰氨基酚有止痛和退烧作用，这与阿司匹林等其他NSAID无异，但是对乙酰氨基酚的外周抗炎作用受到多种因素的制约，其中之一便是炎性病变中的过氧化物。然而，在某些情况下，可以观察其外周抗炎活性几乎与NSAID相同。

花生四烯酸乙醇胺 - 内源性大麻素

與非類固醇抗炎藥物相似，但是與鴉片類藥物不同，對乙醯氨基酚不會使人精神愉快或是改變心情。對乙醯氨基酚和NSAID類藥物不會有令人上癮和產生依賴性的危險。對乙醯氨基酚的分子無對掌性，所以不會有旋光性。對乙醯氨基酚的兩個英文名字都來自於他的化學名稱“N-acetyl-para-aminophenol”（N-乙醯-對-氨基苯酚）和“para-acetyl-amino-phenol”（對乙醯氨基酚）。在某些文獻中，對乙醯氨基酚被簡記作“APAP”。

## 历史
中世纪时期，仅有的退热药物是一种存在于柳树树皮中的物质（一类叫作水楊酸的物质，后来导致了阿司匹林的发展）和一种存在于金鸡纳树树皮裡的物质。金鸡纳树皮也是用来制造抗疟疾药物奎宁的主要原料，奎宁本身也有退热的功效。直到19世纪中后期才发展出提炼分离水杨苷和水杨酸的技术。
关于对乙酰氨基酚的起源，有记载称其最早由查尔斯·弗雷德里克·格哈特（Charles Frédéric Gerhardt）于1852年合成，也有说法认为哈蒙·诺思罗普·莫尔斯（Harmon Northrop Morse）于1878年首次制备了这种化合物。
1880年代以来，随着金鸡纳树日益减少，人们开始寻找其替代品。例如：1886年科学家发明了退热冰（乙酰苯胺），1887年又发明了非那西丁（乙酰对氨苯乙醚）。乙酰氨基酚则较前两者早些，1878年，哈蒙·诺思罗普·莫尔斯（Harmon Northrop Morse）首先通过对硝基苯酚和冰醋酸的在锡催化下反应合成了对乙酰氨基酚，但是在二十年之内对乙酰氨基酚并没有用于医学用途。1893年，在某些服用了非那西丁的患者的尿液里发现了对乙酰氨基酚的存在，并浓缩成白色、稍有苦味的晶体。1899年对乙酰氨基酚被发现是退热冰的代谢产物，但是这些发现在当时并没有被重视。
1946年美国止痛与镇静剂研究所拨款给纽约市卫生局研究止痛剂的问题。伯纳德·布罗迪和朱利叶斯·阿克塞尔罗德被分配研究非阿司匹林类退热剂为何产生高铁血红蛋白症（一种非致命的血液疾病）这一副作用。1948年伯纳德和愛梭羅德发现退热冰的作用归功于他的代谢产物对乙酰氨基酚，因此他们提倡使用对乙酰氨基酚替代退热冰，因为对乙酰氨基酚没有类似退热冰的毒副作用。
1955年， 強生公司的对乙酰氨基酚藥片在美国境内上市销售，商品名为泰诺。
1956年，葛兰素史克公司500毫克一片的对乙酰氨基酚藥片在英国境内上市销售，商品名必理痛（Panadol）。1963年，对乙酰氨基酚列入英国药典，并因其较小的副作用和与其它药物的相互作用而流行开来。
据统计，仅在2022年，美国开出了超过500万张对乙酰氨基酚处方，使其位列该国最常开具处方药物的第114位。

## 兽医用途

### 貓
对乙酰氨基酚對貓有劇毒性。因為貓缺乏分解对乙酰氨基酚所必要的UGA1酶。初期症狀包括嘔吐、流口水、呼吸急促以及舌頭與口腔變色。
與人類的对乙酰氨基酚中毒機理不同，肝損傷並不是主要死因。而是因為高鐵血紅蛋白的形成和其紅血球內大量產生海因茲小體，阻礙了血的運氧功能，進而導致窒息(或稱正鐵血紅蛋白血症或溶血性貧血)。
給予乙醯半胱氨酸、亞甲藍或兩者合併有時候可以對少量的对乙酰氨基酚誤食有效。

### 狗
雖然獸醫界普遍認為对乙酰氨基酚沒有明顯的消炎藥效，臨床顯示其對於舒緩狗的肌肉骨骼痛比阿斯匹靈有效。
一種对乙酰氨基酚-可待因產品（商品名Pardale-V）在市面上有販售，並允許在獸醫、藥劑師或其他通過認證的專家指示下作為獸用藥。惟該種藥應該在獸醫指示和極端審慎下對狗施用。
对乙酰氨基酚對狗的主要毒性是肝損傷，另外也有消化道潰瘍的案例。在誤食对乙酰氨基酚的兩小時內給予乙醯半胱氨酸是很有效的解毒手法。

### 蛇
对乙酰氨基酚對蛇是致命的，而且在關島是對棕樹蛇（Boiga irregularis）的一種化學控制手段。具體施用方法為將80 mg的对乙酰氨基酚注入到死老鼠內作為毒餌，然後用直升機散佈。